# جرج رابی

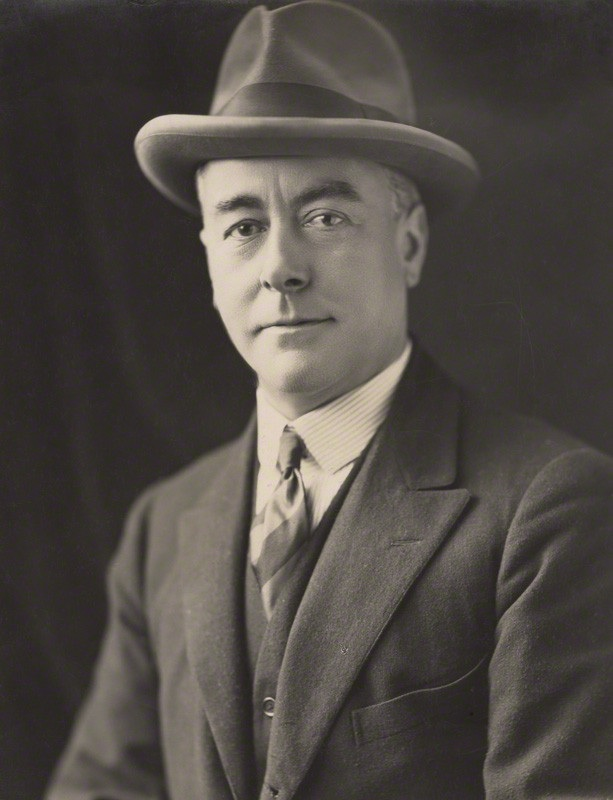

جرج رابی (انگلیسی: George Robey) (زاده ۲۰ سپتامبر ۱۸۶۹ و درگذشته ۲۹ نوامبر ۱۹۵۴) کمدین، خواننده، بازیگر، فوتبالیست و نوازنده اهل انگلستان بود. جرج رابی از دارندگان لقب شوالیه و لقب رتبه امپراتوری بریتانیا بود.